# El tiempo y los dioses
El tiempo y los dioses forma parte de una colección de cuentos El tiempo y los dioses publicada en 1906. Escrita por Lord Dunsany, es precedida por Los dioses de Pegãna de 1905 y seguida por La espada de Welleran y otras historias.

## Argumento
Mientras soñaban los dioses, crearon la ciudad de Sardathrion. La ciudad está cubierta con domos y tiene pináculos. Está hecha de mármol. Se localiza por encima de todas las demás ciudades donde solo los hombres que han sido visitados por los dioses en las noches pueden estar. Cuando los dioses despiertan se dan cuenta de que Sardathrion existe tal cual como la soñaron. Todos los dioses aman su ciudad, incluso la visitan convertidos en humanos para convivir con los hombres y hay fuentes que sólo ellos pueden ver. Pero un día el Tiempo, cansado del menosprecio de los dioses, decide destruir la ciudad que tanto amaban.

## Sardathrion
Sardathrion es descrita como una ciudad entre el río y el cielo, en un valle que los dioses han apartado. Está completamente hecha de mármol, por lo que brilla todo el día. En medio de la ciudad hay mil escalones en los que se levantan cuatro pináculos apuntando hacia el cielo. Y en medio de los pináculos, hay un domo. Alrededor, hay terrazas vigiladas por leones de ónix y grabadas con efigies de todos los dioses caminando en medio de los símbolos de los Mundos. Sus fuentes traen agua a la ciudad. El valle está rodeado de un desierto que los hombres comunes no pueden atravesar. Solo aquellos a quienes los dioses les han hablado en las noches pueden entrar a la ciudadela. En el desierto, hay un sinnúmero de espinas apuntando hacia Sardathrion. Muchos han encontrado la ciudad, pero nadie puede regresar a ella ya que todas las demás ciudades no son dignas de quienes han pisado Sardathrion. Incluso los dioses no sienten vergüenza de caminar entre los hombres personificando hombres con mantos cubriéndoles el rostro. Nadie puede hablar de la ciudad, ni escuchar la música de las fuentes cuando el agua viene del cielo y regresa al lago donde los dioses se bañan.